# 凯尔茜·普拉姆
凯尔茜·克里斯蒂娜·普拉姆（英語：Kelsey Christine Plum，1994年8月24日—），美国女子篮球运动员，2018年女子世界盃籃球賽金牌得主、2022年女子世界盃籃球賽金牌得主、2024年夏季奥林匹克运动会女子金牌得主。